# Hans Graf von Berlepsch
Hans Graf von Berlepsch (Hans Hermann Carl Ludwig von Berlepsch) (29 juli 1850 op het landgoed Fahrenbach bij Witzenhausen-27  februari 1915 in Göttingen) was een Duitse ornitholoog.
Berlepsch studeerde dierkunde aan de Martin-Luther Universiteit. Hij erfde een vermogen dat hij gebruikte voor de instandhouding van een enorme collectie museumexemplaren van vogels, waaronder de vogels die door Hermann von Ihering in Zuid-Amerika werden verzameld. Deze collectie, die bij zijn dood uit 55.000 vogels bestond, werd aan het natuurmuseum Senckenberg in Frankfurt am Main verkocht. 
Naar Berlepsch is de Berlepsch zesdradige paradijsvogel (Parotia berlepschi) en de Palmkruiper (Berlepschia rikeri) vernoemd.

## Publicaties

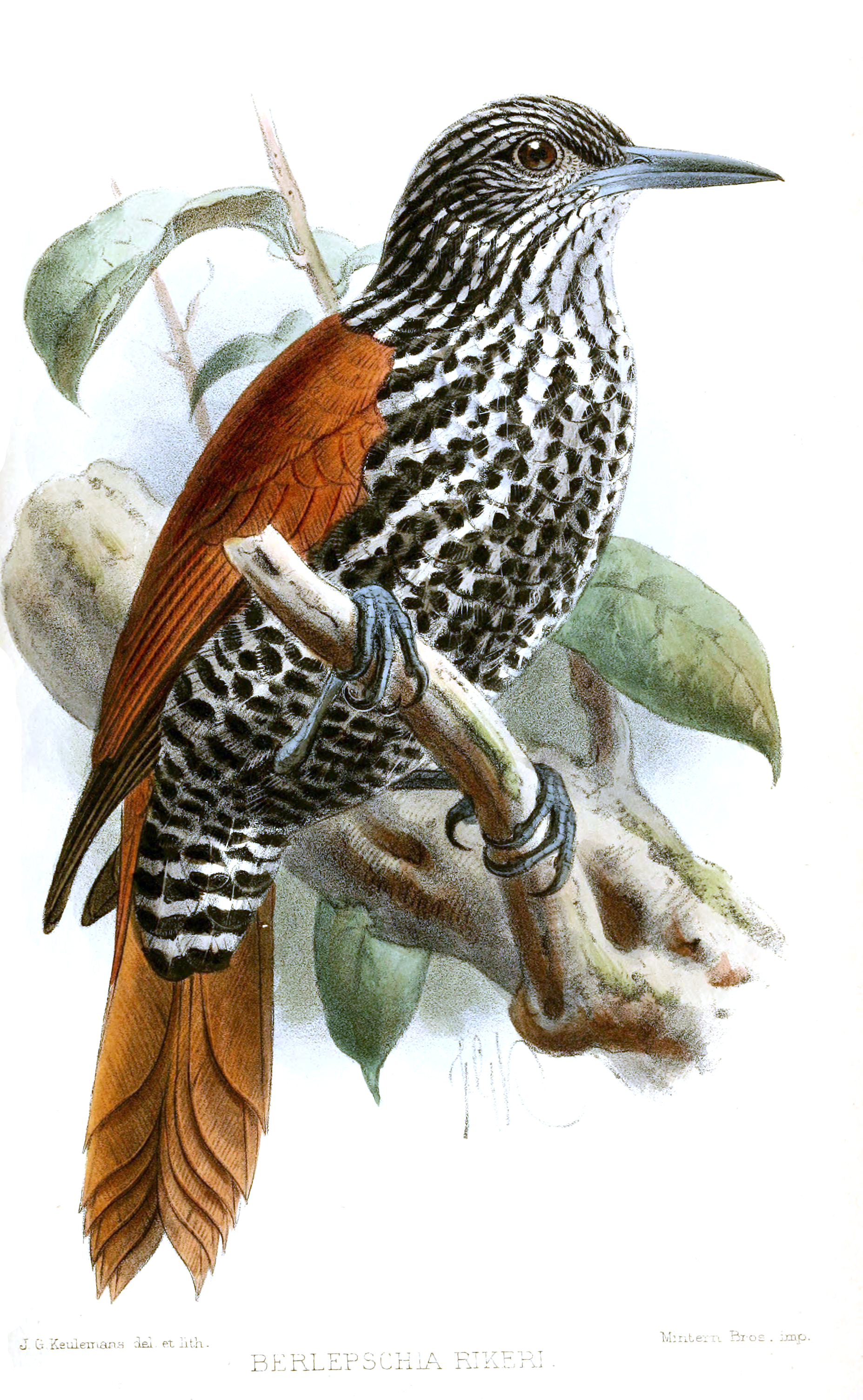
Palmkruiper (Berlepschia rikeri) getekend door John Gerrard Keulemans.

- Kritische Bemerkungen zur Colibri-Literatur,  Separat. aus der Festschrift des Vereins für Naturkunde zu Cassel, Band 1, 1886.
- Kritische Uebersicht der in den sogenannten Bogota-Collectionen (S. O. Colombia) vorkommenden Colibri-Arten und Beschreibung eines neuen Colibri (Cyanolesbia nehrkorni) , Journal für Ornithologie, Band 35, Nummer 3, 1888, S. 313-336.
- Die Vögel der Insel Curaçao: nach einer von Herrn cand. theol. Ernst Peters daselbst angelegten Sammlung, G. Pätz, 1892.
- On the birds of Cayenne, Zoological Museum, 1908.
- met Gustav Mützel: Systematisches Verzeichniss der von Herrn Gustav Garlepp in Brasilien und Nord-Peru im Gebiete des oberen Amazonas gesammelten Vogelbälge, Miscellanea ornithologica, Band 31, 1886.
- met Hermann von Ihering: Die Vögel der Umgegend von Taquara do Mundo Novo, Prov. Rio Grande do Sul, Zeitschrift für die Gesammte Ornithologie, Band 2, 1885, S. 144-145.
- met Jan Sztolcman en John Gerrard Keulemans: On the ornithological researches of M. Jean Kalinowski in Central Peru, Proceedings of the Zoological Society of London, 1896.

- Gemeinsame Normdatei: 117588563
- International Standard Name Identifier: 0000 0000 3168 5795
- Library of Congress Control Number: n95122469
- Nederlandse Thesaurus van Auteursnamen: 138891761
- SNAC: w65740zv
- Système universitaire de documentation: 175636974
- Virtual International Authority File: 59865453
- WorldCat: E39PBJxGMYvW8pJc6DFbCbjDMP